# ليندا كريستال
ليندا كريستال (بالإسبانية: Linda Cristal)‏ هي كاتبة سير ذاتية وممثلة أرجنتينية، ولدت في 23 فبراير 1931 ببوينس آيرس في الأرجنتين.

## أعمال

### أفلام
- (1960) آلامو

## وصلات خارجية
- ليندا كريستال على موقع IMDb (الإنجليزية)
- ليندا كريستال على موقع روتن توميتوز (الإنجليزية)
- ليندا كريستال على موقع أول موفي (الإنجليزية)
- ليندا كريستال على موقع إن إن دي بي (الإنجليزية)
- ليندا كريستال على موقع قاعدة بيانات الفيلم (الإنجليزية)